# Mistrzostwa Świata Juniorów w Saneczkarstwie 1991
6. Mistrzostwa Świata Juniorów w saneczkarstwie 1991 odbyły się w niemieckim Königssee. W tym mieście mistrzostwa odbyły się już drugi raz (wcześniej w 1986). Rozegrane zostały cztery konkurencje: jedynki kobiet, jedynki mężczyzn, dwójki mężczyzn oraz zawody drużynowe. W tabeli medalowej bezkonkurencyjni byli gospodarze imprezy, Niemcy.

## Wyniki

### Jedynki kobiet
| Medal | Zawodniczka          | Narodowość | Czas | Strata |
| ----- | -------------------- | ---------- | ---- | ------ |
|       | Barbara Niedernhuber | Niemcy     |      |        |
|       | Jean Roos            | Niemcy     |      |        |
|       | Helena Dudas         | Niemcy     |      |        |

### Jedynki mężczyzn
| Medal | Zawodnik        | Narodowość | Czas | Strata |
| ----- | --------------- | ---------- | ---- | ------ |
|       | Ralf Kutzner    | Niemcy     |      |        |
|       | Norbert Gatz    | Niemcy     |      |        |
|       | Christian Pfnür | Niemcy     |      |        |

### Dwójki mężczyzn
| Medal | Zawodnicy                         | Narodowość | Czas | Strata |
| ----- | --------------------------------- | ---------- | ---- | ------ |
|       | Jens Tauscher/René Hohner         | Niemcy     |      |        |
|       | Steffen Skel/Steffen Wöller       | Niemcy     |      |        |
|       | Leszek Szarejko/Adrian Przechewka | Polska     |      |        |

### Drużynowe
| Medal | Zawodnicy | Narodowość | Czas | Strata |
| ----- | --------- | ---------- | ---- | ------ |
|       |           | Niemcy     |      |        |
|       |           | ZSRR       |      |        |
|       |           | Austria    |      |        |

## Klasyfikacja medalowa
| Miejsce | Państwo |   |   |   | Razem |
| ------- | ------- | - | - | - | ----- |
| 1.      | Niemcy  | 4 | 3 | 2 | 9     |
| 2.      | ZSRR    | 0 | 1 | 0 | 1     |
| =3.     | Austria | 0 | 0 | 1 | 1     |
| =3.     | Polska  | 0 | 0 | 1 | 1     |